# Élections départementales de 2021 en Tarn-et-Garonne
Les élections départementales en Tarn-et-Garonne ont lieu les 20 et 27 juin 2021.

## Contexte départemental
Les dernières élections ont vu la défaite de Jean-Michel Baylet, président depuis 30 ans et des radicaux, au pouvoir depuis 1945, lorsque des élus Divers gauche s'unissent à la droite pour empêcher le président sortant de conserver la présidence. Le département est depuis dirigé par une majorité de centre-droit autour de Christian Astruc.

### Assemblée départementale sortante
Avant les élections, le conseil départemental de Tarn-et-Garonne est présidé par Christian Astruc (DVG).
Il comprend 30 conseillers départementaux issus des 15 cantons de Tarn-et-Garonne.
|                                    |       |       |      |                                                |  |  |  |  |  |
| Président du conseil départemental |       |       |      |                                                |  |  |  |  |  |
| Christian Astruc (DVC)             |       |       |      |                                                |  |  |  |  |  |
| Parti                              | Sigle | Sigle | Élus | Groupes                                        |  |  |  |  |  |
| Majorité (15 sièges)               |       |       |      |                                                |  |  |  |  |  |
| Les Républicains                   |       | LR    | 7    | Mobilisés pour le Tarn-et-Garonne              |  |  |  |  |  |
| Divers centre                      |       | DVC   | 7    | Mobilisés pour le Tarn-et-Garonne              |  |  |  |  |  |
| Divers gauche                      |       | DVG   | 1    | Mobilisés pour le Tarn-et-Garonne              |  |  |  |  |  |
| Opposition (14 sièges)             |       |       |      |                                                |  |  |  |  |  |
| Parti radical de gauche            |       | PRG   | 6    | Groupe des radicaux républicains et apparentés |  |  |  |  |  |
| Mouvement radical                  |       | MR    | 1    | Groupe des radicaux républicains et apparentés |  |  |  |  |  |
| Parti socialiste                   |       | PS    | 4    | Groupe socialiste                              |  |  |  |  |  |
| Les Républicains                   |       | LR    | 3    | Les Républicains                               |  |  |  |  |  |
| Autre (1)                          |       |       |      |                                                |  |  |  |  |  |
| Sans étiquette                     |       | SE    | 1    | Non inscrit                                    |  |  |  |  |  |

### Refus de débats
Deux débats étaient à l'origine prévus dans le Tarn-et-Garonne : un sur France 3 Occitanie et un autre sur France Bleu Occitanie.
Le président sortant Christian Astruc refuse de participer au premier débat, celui de France 3 car selon lui deux candidats du même bord politique sont invités : Jean-Michel Baylet pour le Parti radical de gauche et Valérie Rabault pour le Parti Socialiste.
Le second débat, organisé par France Bleu, est annulé car Jean-Michel Baylet, président sortant battu par Christian Astruc en 2015, n'a jamais répondu aux équipes de la radio alors que Christian Astruc avait accepté d'y participer puisque Jean-Michel Baylet était l'unique représentant de la gauche.
Les représentants du Rassemblement national, Thierry Viallon pour France 3 et Romain Lopez pour France Bleu, avaient tous les deux accepté les invitations aux débats.

## Système électoral
Les élections ont lieu au scrutin majoritaire binominal à deux tours. Le système est paritaire : les candidatures sont présentées sous la forme d'un binôme composé d'une femme et d'un homme avec leurs suppléants (une femme et un homme également).
Pour être élu au premier tour, un binôme doit obtenir la majorité absolue des suffrages exprimés et un nombre de suffrages au moins égal à 25 % des électeurs inscrits. Si aucun binôme n'est élu au premier tour, seuls peuvent se présenter au second tour les binômes qui ont obtenu un nombre de suffrages au moins égal à 12,5 % des électeurs inscrits, sans possibilité pour les binômes de fusionner. Est élu au second tour le binôme qui obtient le plus grand nombre de voix.

## Partis et candidats

### Rassemblement national
Le parti présente ou soutient des candidats dans les 15 cantons du départements : dans 14 cantons sous l'étiquette RN et un avec l'étiquette divers droite.
| Canton                    | Binôme                | Binôme                 |
| ------------------------- | --------------------- | ---------------------- |
| Montauban-1               | Sabine Mayre          | Thierry Viallon        |
| Montauban-2               | Magalie Floret Miguet | Pierre Poma            |
| Montauban-3               | Brigitte Poma         | Pierre Verdier         |
| Moissac                   | Any Delcher           | Romain Lopez           |
| Castelsarrasin            | André Angles          | Sabine Beorchia        |
| Valence-d’Agen            | Josiane Furlan        | Patrick Large          |
| Beaumont-de-Lomagne       | Jacqueline Tonin      | Michel Cornille        |
| Garonne-Lomagne Brulhois  | Isabelle Dupuis       | Michel Wybierala       |
| Aveyron-Lère              | Jennifier Proenca     | Patrick Capoen         |
| Montech                   | Laurence Affolter     | Philippe Lepeltier     |
| Pays de Serres sud Quercy | Edwige Gay            | Yann Font              |
| Quercy-Aveyron            | Nathalie Laplagne     | Frédéric Cases         |
| Quercy-Rouergue           | Paule Guelaff         | Yves Sicard            |
| Tarn-Tescou-Quercy vert   | Odile Medard          | Jean-Philippe Lacaille |
| Verdun-sur-Garonne        | Laurence Dejean       | Luc Portes             |

### PS-PRG
L'alliance locale habituelle entre le PS et le PRG est reconduite dans plusieurs cantons.
| Canton                    | Binôme                       | Binôme                |
| ------------------------- | ---------------------------- | --------------------- |
| Montauban-1               | Pascale Pradel               | Eric Raynier          |
| Montauban-2               | Catherine Bourdoncle         | José Gonzalez         |
| Montauban-3               | Isabelle Gaillard            | Claude Mouchard       |
| Aveyron-Lère              | Cédric Vayssières            | Valérie Rabault       |
| Beaumont-de-Lomagne       | Jean-Luc Deprince            | Anne Ius              |
| Garonne-Lomagne-Brulhois  | Jean-Paul Terrenne           | Marie-Bernard Maerten |
| Moissac                   | Bernard Garguy               | Sabine Augé           |
| Montech                   | Dominique Sardeing-Rodriguez | Michel Weil           |
| Pays de Serres Sud-Quercy | Pascal Arakelian             | Catherine Philippe    |
| Quercy-Aveyron            | Louis Chevilley              | Magali Llop           |
| Quercy-Rouergue           | Emmanuel Cros                | Nadine Sinopoli       |
| Valence                   | Jean-Michel Baylet           | Christiane Le Corre   |
| Verdun-sur-Garonne        | Alain Belloc                 | Marie-Claude Nègre    |

### Parti communiste français
| Canton                    | Binôme                    | Binôme              |
| ------------------------- | ------------------------- | ------------------- |
| Castelsarrasin            | Maximilien Reynès-Dupleix | Alexandra Tricottet |
| Montauban-1               | Aline Lopez               | Rodolphe Portolès   |
| Montauban-2               | Jean-Paul Poitou          | Manuelita Vintar    |
| Montauban-3               | Jean-Luc Pastre           | Carole Sueres       |
| Montech                   | Thomas Druon              | Nathalie Dupont     |
| Pays de Serres Sud-Quercy | Pascal Arakelian          | Catherine Philippe  |
| Verdun-sur-Garonne        | Cécile Fondere            | Philippe Sabatier   |
| Quercy-Rouergue           | Jan-Marc Daguenet         | Constance Renard    |

### La République en marche
| Canton      | Binôme                    | Binôme             |
| ----------- | ------------------------- | ------------------ |
| Montauban-2 | Stéphanie Arakelian-Galan | Hervé Cayrou       |
| Montauban-3 | Sabrina Beringuier-Salhi  | Jean-Jacques Boyer |

### Mobilisés pour le Tarn-et-Garonne
| Canton                    | Binôme                | Binôme              |
| ------------------------- | --------------------- | ------------------- |
| Montauban-2               | Jeanne Bouché         | Charles Tapie       |
| Montauban-3               | Aurore Kothé          | Jean-Lou Lévi       |
| Castelsarrasin            | Jean-Philippe Bésiers | Véronique Colombié  |
| Garonne-Lomagne-Brulhois  | Christian Astruc      | Marie-José Mauriège |
| Moissac                   | Maryse Baulu          | Jean-Luc Henryot    |
| Quercy-Aveyron            | Jean-Claude Bertelli  | Castagné Elisabeth  |
| Pays de Serres Sud-Quercy | Pascal Aurientis      | Colette Jalaise     |
| Tarn-Tescou-Quercy vert   | Jérôme Beq            | Patricia Ducassé    |
| Verdun-sur-Garonne        | Karine Vigneau        | Jean-Marc Raspide   |
| Valence                   | Corinne Dubois        | Patrick Grignon     |
| Quercy-Rouergue           | Chantal Musard        | Alain Iches         |
| Montech                   | Laurence Mathaly      | Michel d’Hurel      |

### Les Républicains
| Canton                    | Binôme                     | Binôme               |
| ------------------------- | -------------------------- | -------------------- |
| Montauban-1               | Quentin Sucau              | Laurence Pagès       |
| Montauban-2               | Jean-François Garrigues    | Véronique Lagarrigue |
| Montauban-3               | Clarisse Heulland          | Bernard Pécou        |
| Moissac                   | Maryse Baulu               | Jean-Luc Henryot     |
| Beaumont-de-Lomagne       | Jacqueline Tonin           | Michel Cornille      |
| Aveyron-Lère              | François Bonhomme          | Véronique Riols      |
| Castelsarrasin            | André Angles               | Sabine Beorchia      |
| Pays de Serres Sud-Quercy | Mathieu Albugues           | Sophie Delbreil      |
| Quercy-Aveyron            | Michel Lamolinairie        | Pascale Vérines      |
| Quercy-Rouergue           | Monique Ferrero            | René Roux            |
| Tarn-Tescou-Quercy vert   | Géraldine Quereilhac-Fasan | Claude Vigouroux     |

### Europe Écologie Les Verts
| Canton             | Binôme         | Binôme            |
| ------------------ | -------------- | ----------------- |
| Montauban-2        | Yann Berthome  | Sandrine Lagarde  |
| Verdun-sur-Garonne | Cécile Fondere | Philippe Sabatier |

### La France insoumise
| Canton                  | Binôme        | Binôme           |
| ----------------------- | ------------- | ---------------- |
| Quercy-Rouergue         | Alain Emeriau | Christelle Leduc |
| Tarn-Tescou-Quercy vert | Annie Goliès  | David Pellicer   |

## Résultats à l'échelle du département

### Résultats par nuances
Les résultats du ministère de l'Intérieur ne tiennent pas compte des alliances locales et des partis des candidats.
| Binômes                  | Binômes                             | Binômes                  | Premier tour | Premier tour | Premier tour | Second tour | Second tour | Second tour | Total |  |
| Binômes                  | Binômes                             | Binômes                  | Voix         | %            | Sièges       | Voix        | %           | Sièges      | Total |  |
| ------------------------ | ----------------------------------- | ------------------------ | ------------ | ------------ | ------------ | ----------- | ----------- | ----------- | ----- |  |
|                          | Union à gauche                      | UG                       | 13 647       | 19,28        | 0            | 16 836      | 23,71       | 10          | 10    |  |
|                          | Rassemblement national              | RN                       | 13 363       | 18,88        | 0            | 8 820       | 12,42       | 2           | 2     |  |
|                          | Divers droite                       | DVD                      | 10 341       | 14,61        | 0            | 12 904      | 18,17       | 2           | 2     |  |
|                          | Les Républicains                    | LR                       | 8 136        | 11,49        | 0            | 9 716       | 13,68       | 4           | 4     |  |
|                          | Divers centre                       | DVC                      | 5 601        | 7,91         | 0            | 5 880       | 8,28        | 4           | 4     |  |
|                          | Parti radical de gauche             | PRG                      | 4 662        | 6,59         | 0            | 6 417       | 9,04        | 4           | 4     |  |
|                          | Union au centre et à droite         | UCD                      | 2 548        | 3,60         | 0            | 3 306       | 4,66        | 2           | 2     |  |
|                          | Parti communiste français           | COM                      | 2 443        | 3,45         | 0            |             |             |             | 0     |  |
|                          | Union au centre et à gauche         | UCG                      | 2 012        | 2,84         | 0            | 2 883       | 4,06        | 0           | 0     |  |
|                          | Divers gauche                       | DVG                      | 1 726        | 2,44         | 0            | 2 635       | 3,71        | 2           | 2     |  |
|                          | Union à droite                      | UD                       | 1 398        | 1,97         | 0            | 1 603       | 2,26        | 0           | 0     |  |
|                          | Union à gauche avec des écologistes | UGE                      | 1 382        | 1,95         | 0            |             |             |             | 0     |  |
|                          | Divers                              | DIV                      | 1 054        | 1,49         | 0            | 0           |             |             |       |  |
|                          | La France insoumise                 | FI                       | 934          | 1,32         | 0            | 0           |             |             |       |  |
|                          | La République en marche             | REM                      | 789          | 1,11         | 0            | 0           |             |             |       |  |
|                          | Union au centre                     | UC                       | 755          | 1,07         | 0            | 0           |             |             |       |  |
|                          |                                     |                          |              |              |              |             |             |             |       |  |
| Suffrages exprimés       | Suffrages exprimés                  | Suffrages exprimés       | 70 791       | 18,25        |              | 71 000      | 38,34       |             |       |  |
| Votes blancs             | Votes blancs                        | Votes blancs             | 2 194        | 1,19         | 3 767        | 2,03        |             |             |       |  |
| Votes nuls               | Votes nuls                          | Votes nuls               | 1 447        | 0,78         | 2 545        | 1,37        |             |             |       |  |
| Total                    | Total                               | Total                    | 74 432       | 100          | 0            | 77 312      | 100         | 30          | 30    |  |
| Abstentions              | Abstentions                         | Abstentions              | 110 623      | 59,78        |              | 107 877     | 58,25       |             |       |  |
| Inscrits / participation | Inscrits / participation            | Inscrits / participation | 185 055      | 40,22        | 185 189      | 41,75       |             |             |       |  |

### Résultats par partis
|                        |                         |      |            |
| Parti                  | Parti                   | Élus | Différence |
|                        | Parti socialiste        | 3    | 1          |
|                        | Parti radical de gauche | 6    | 1          |
|                        | Divers gauche           | 7    | 6          |
| Gauche                 | Gauche                  | 16   | 2          |
|                        |                         |      |            |
| Centre                 | Centre                  | 7    | 1          |
|                        |                         |      |            |
|                        | Divers droite           | 1    | 1          |
|                        | Les Républicains        | 4    | 5          |
| Droite                 | Droite                  | 5    | 4          |
|                        |                         |      |            |
| Rassemblement national | Rassemblement national  | 2    | 2          |

### Élus par canton
| Canton                    | Conseiller Sortant           | Parti | Parti | Conseiller Élu        | Parti | Parti |
| ------------------------- | ---------------------------- | ----- | ----- | --------------------- | ----- | ----- |
| Aveyron-Lère              | Gérard Hébrard               |       | LR    | Valérie Rabault       |       | PS    |
| Aveyron-Lère              | Véronique Riols              |       | LR    | Cédric Vaissieres     |       | DVG   |
| Beaumont-de-Lomagne       | Francine Debiais             |       | DVG   | Anne Ius              |       | DVG   |
| Beaumont-de-Lomagne       | Jean-Luc Deprince            |       | PRG   | Jean-Luc Deprince     |       | PRG   |
| Castelsarrasin            | Jean-Philippe Bésiers        |       | DVC   | Jean-Philippe Bésiers |       | DVC   |
| Castelsarrasin            | Véronique Colombié           |       | DVC   | Véronique Colombié    |       | DVC   |
| Garonne-Lomagne-Brulhois  | Christian Astruc             |       | DVC   | Christian Astruc      |       | DVC   |
| Garonne-Lomagne-Brulhois  | Marie-José Mauriège          |       | DVC   | Marie-José Mauriège   |       | DVC   |
| Moissac                   | Maryse Baulu                 |       | DVC   | Any Delcher           |       | RN    |
| Moissac                   | Jean-Michel Henryot          |       | LR    | Romain Lopez          |       | RN    |
| Montauban-1               | Ghislain Descazeaux          |       | DVG   | Ghislain Descazeaux   |       | DVG   |
| Montauban-1               | Liliane Morvan               |       | DVG   | Liliane Morvan        |       | DVG   |
| Montauban-2               | Catherine Bourdoncle         |       | PS    | Catherine Bourdoncle  |       | PS    |
| Montauban-2               | José Gonzales                |       | PRG   | José Gonzales         |       | PRG   |
| Montauban-3               | Marie-Claude Berly           |       | LR    | Clarisse Heulland     |       | LR    |
| Montauban-3               | Georges Darul                |       | SE    | Bernard Pécou         |       | LR    |
| Montech                   | Dominique Sardeing-Rodriguez |       | PS    | Dominique Sardeing    |       | PS    |
| Montech                   | Michel Weill                 |       | PRG   | Michel Weill          |       | PRG   |
| Pays de Serres Sud-Quercy | Mathieu Albugues             |       | LR    | Mathieu Albugues      |       | LR    |
| Pays de Serres Sud-Quercy | Colette Jalaise              |       | LR    | Sophie Delbreil       |       | LR    |
| Quercy-Aveyron            | Jean-Claude Bertelli         |       | LR    | Jean-Claude Bertelli  |       | DVC   |
| Quercy-Aveyron            | Véronique Cabos              |       | LR    | Elisabeth Castagne    |       | DVD   |
| Quercy-Rouergue           | Monique Ferrero              |       | LR    | Emmanuel Cros         |       | DVG   |
| Quercy-Rouergue           | Léopold Viguié               |       | DVC   | Nadine Sinopoli       |       | DVG   |
| Tarn-Tescou-Quercy vert   | Jérôme Beq                   |       | DVC   | Jérôme Beq            |       | DVC   |
| Tarn-Tescou-Quercy vert   | Frédérique Turella-Bayol     |       | DVC   | Patricia Ducasse      |       | DVC   |
| Valence                   | Jean-Michel Baylet           |       | PRG   | Jean-Michel Baylet    |       | PRG   |
| Valence                   | Christiane Le Corre          |       | PRG   | Christiane Le Corre   |       | PRG   |
| Verdun-sur-Garonne        | Marie-Claude Nègre           |       | PRG   | Marie-Claude Nègre    |       | PRG   |
| Verdun-sur-Garonne        | Denis Roger                  |       | PRG   | Alain Belloc          |       | DVG   |

## Résultats par canton
Les binômes sont présentés par ordre décroissant des résultats au premier tour. En cas de victoire au second tour du binôme arrivé en deuxième place au premier, ses résultats sont indiqués en gras. 

### Canton d'Aveyron-Lère
| Candidats                | Candidats                | Partis                   | Nuance                   | Premier tour | Premier tour | Second tour | Second tour |
| Candidats                | Candidats                | Partis                   | Nuance                   | Voix         | %            | Voix        | %           |
| ------------------------ | ------------------------ | ------------------------ | ------------------------ | ------------ | ------------ | ----------- | ----------- |
|                          | Valérie Rabault          | PS                       | UG                       | 2 621        | 46,15        | 3 199       | 54,48       |
|                          | Cédric Vayssières        | DVG                      | UG                       | 2 621        | 46,15        | 3 199       | 54,48       |
|                          | François Bonhomme        | LR                       | DVD                      | 1 856        | 32,68        | 2 673       | 45,52       |
|                          | Véronique Riols          | LR                       | DVD                      | 1 856        | 32,68        | 2 673       | 45,52       |
|                          | Patrick Capoen           | RN                       | RN                       | 1 202        | 21,17        |             |             |
|                          | Jennifier Proenca        | RN                       | RN                       | 1 202        | 21,17        |             |             |
|                          |                          |                          |                          |              |              |             |             |
| Suffrages exprimés       | Suffrages exprimés       | Suffrages exprimés       | Suffrages exprimés       | 5 879        | 95,98        | 5 872       | 93,89       |
| Votes blancs             | Votes blancs             | Votes blancs             | Votes blancs             | 136          | 2,30         | 213         | 3,41        |
| Votes nuls               | Votes nuls               | Votes nuls               | Votes nuls               | 102          | 1,72         | 169         | 2,70        |
| Total                    | Total                    | Total                    | Total                    | 5 917        | 100          | 6 254       | 100         |
| Abstention               | Abstention               | Abstention               | Abstention               | 8 296        | 58,37        | 7 960       | 56,00       |
| Inscrits / participation | Inscrits / participation | Inscrits / participation | Inscrits / participation | 14 213       | 41,63        | 14 214      | 44,00       |

### Canton de Beaumont-de-Lomagne
| Candidats                | Candidats                | Partis                   | Nuance                   | Premier tour | Premier tour | Second tour | Second tour |
| Candidats                | Candidats                | Partis                   | Nuance                   | Voix         | %            | Voix        | %           |
| ------------------------ | ------------------------ | ------------------------ | ------------------------ | ------------ | ------------ | ----------- | ----------- |
|                          | Jean-Luc Deprince        | PRG                      | UG                       | 1 626        | 37,08        | 2 230       | 50,18       |
|                          | Anne Ius                 | DVG                      | UG                       | 1 626        | 37,08        | 2 230       | 50,18       |
|                          | Michel Cornille          | DVD                      | DVD                      | 1 455        | 33,18        | 2 214       | 49,82       |
|                          | Jacqueline Tonin         | DVD                      | DVD                      | 1 455        | 33,18        | 2 214       | 49,82       |
|                          | Jean-Louis Dupont        | DVG                      | UG                       | 1 304        | 29,74        | Retrait     | Retrait     |
|                          | Dominique Salomon        | DVG                      | UG                       | 1 304        | 29,74        | Retrait     | Retrait     |
|                          |                          |                          |                          |              |              |             |             |
| Suffrages exprimés       | Suffrages exprimés       | Suffrages exprimés       | Suffrages exprimés       | 4 385        | 92,75        | 4 444       | 90,23       |
| Votes blancs             | Votes blancs             | Votes blancs             | Votes blancs             | 237          | 5,01         | 251         | 5,10        |
| Votes nuls               | Votes nuls               | Votes nuls               | Votes nuls               | 106          | 2,24         | 230         | 4,67        |
| Total                    | Total                    | Total                    | Total                    | 4 728        | 100          | 4 925       | 100         |
| Abstention               | Abstention               | Abstention               | Abstention               | 5 289        | 52,80        | 5 095       | 50,85       |
| Inscrits / participation | Inscrits / participation | Inscrits / participation | Inscrits / participation | 10 017       | 47,20        | 10 020      | 49,15       |

### Canton de Castelsarrasin
| Candidats                | Candidats                 | Partis                   | Nuance                   | Premier tour | Premier tour | Second tour | Second tour |
| Candidats                | Candidats                 | Partis                   | Nuance                   | Voix         | %            | Voix        | %           |
| ------------------------ | ------------------------- | ------------------------ | ------------------------ | ------------ | ------------ | ----------- | ----------- |
|                          | Jean-Philippe Bésiers     | DVC                      | DVC                      | 2 352        | 50,50        | 2 854       | 57,93       |
|                          | Véronique Colombié        | DVC                      | DVC                      | 2 352        | 50,50        | 2 854       | 57,93       |
|                          | André Angles              | LR                       | LR                       | 1 791        | 38,46        | 2 073       | 42,07       |
|                          | Sabine Beorchia           | LR                       | LR                       | 1 791        | 38,46        | 2 073       | 42,07       |
|                          | Maximilien Reynès-Dupleix | PCF                      | COM                      | 514          | 11,04        |             |             |
|                          | Alexandra Tricottet       | PCF                      | COM                      | 514          | 11,04        |             |             |
|                          |                           |                          |                          |              |              |             |             |
| Suffrages exprimés       | Suffrages exprimés        | Suffrages exprimés       | Suffrages exprimés       | 4 657        | 94,67        | 4 927       | 92,91       |
| Votes blancs             | Votes blancs              | Votes blancs             | Votes blancs             | 145          | 2,95         | 214         | 4,04        |
| Votes nuls               | Votes nuls                | Votes nuls               | Votes nuls               | 117          | 2,38         | 162         | 3,05        |
| Total                    | Total                     | Total                    | Total                    | 4 919        | 100          | 5 303       | 100         |
| Abstention               | Abstention                | Abstention               | Abstention               | 9 194        | 65,15        | 8 810       | 62,42       |
| Inscrits / participation | Inscrits / participation  | Inscrits / participation | Inscrits / participation | 14 113       | 34,85        | 14 113      | 37,58       |

### Canton de Garonne-Lomagne-Brulhois
| Candidats                | Candidats                | Partis                   | Nuance                   | Premier tour | Premier tour | Second tour | Second tour |
| Candidats                | Candidats                | Partis                   | Nuance                   | Voix         | %            | Voix        | %           |
| ------------------------ | ------------------------ | ------------------------ | ------------------------ | ------------ | ------------ | ----------- | ----------- |
|                          | Christian Astruc         | DVC                      | DVC                      | 2 440        | 56,00        | 3 026       | 69,36       |
|                          | Marie-José Mauriège      | DVC                      | DVC                      | 2 440        | 56,00        | 3 026       | 69,36       |
|                          | Marie-Bernard Maerten    | PRG                      | UCG                      | 1 114        | 25,57        | 1 337       | 30,64       |
|                          | Jean-Paul Terrenne       | PRG                      | UCG                      | 1 114        | 25,57        | 1 337       | 30,64       |
|                          | Isabelle Dupuis          | RN                       | RN                       | 803          | 18,43        |             |             |
|                          | Michel Wybierala         | RN                       | RN                       | 803          | 18,43        |             |             |
|                          |                          |                          |                          |              |              |             |             |
| Suffrages exprimés       | Suffrages exprimés       | Suffrages exprimés       | Suffrages exprimés       | 4 357        | 95,53        | 4 363       | 94,25       |
| Votes blancs             | Votes blancs             | Votes blancs             | Votes blancs             | 120          | 2,63         | 141         | 3,05        |
| Votes nuls               | Votes nuls               | Votes nuls               | Votes nuls               | 84           | 1,84         | 125         | 2,70        |
| Total                    | Total                    | Total                    | Total                    | 4 561        | 100          | 4 629       | 100         |
| Abstention               | Abstention               | Abstention               | Abstention               | 5 450        | 54,44        | 5 381       | 53,76       |
| Inscrits / participation | Inscrits / participation | Inscrits / participation | Inscrits / participation | 10 011       | 45,56        | 10 010      | 46,24       |

### Canton de Moissac
| Candidats                | Candidats                | Partis                   | Nuance                   | Premier tour | Premier tour | Second tour | Second tour |
| Candidats                | Candidats                | Partis                   | Nuance                   | Voix         | %            | Voix        | %           |
| ------------------------ | ------------------------ | ------------------------ | ------------------------ | ------------ | ------------ | ----------- | ----------- |
|                          | Any Delcher              | RN                       | RN                       | 2 185        | 57,42        | 2 596       | 62,68       |
|                          | Romain Lopez             | RN                       | RN                       | 2 185        | 57,42        | 2 596       | 62,68       |
|                          | Sabine Augé              | PRG                      | UCG                      | 898          | 23,60        | 1 546       | 37,32       |
|                          | Bernard Garguy           | PRG                      | UCG                      | 898          | 23,60        | 1 546       | 37,32       |
|                          | Séverine Laurent         | TdP                      | DVG                      | 428          | 11,25        |             |             |
|                          | Ignace Véla              | DVG                      | DVG                      | 428          | 11,25        |             |             |
|                          | Maryse Baulu             | LR                       | UD                       | 294          | 7,73         |             |             |
|                          | Jean-Luc Henryot         | LR                       | UD                       | 294          | 7,73         |             |             |
|                          |                          |                          |                          |              |              |             |             |
| Suffrages exprimés       | Suffrages exprimés       | Suffrages exprimés       | Suffrages exprimés       | 3 805        | 95,70        | 4 142       | 94,76       |
| Votes blancs             | Votes blancs             | Votes blancs             | Votes blancs             | 66           | 1,66         | 82          | 1,88        |
| Votes nuls               | Votes nuls               | Votes nuls               | Votes nuls               | 105          | 2,64         | 147         | 3,36        |
| Total                    | Total                    | Total                    | Total                    | 3 976        | 100          | 4 371       | 100         |
| Abstention               | Abstention               | Abstention               | Abstention               | 5 720        | 58,99        | 5 329       | 54,94       |
| Inscrits / participation | Inscrits / participation | Inscrits / participation | Inscrits / participation | 9 696        | 41,01        | 9 700       | 45,06       |

### Canton de Montauban-1
| Candidats                | Candidats                 | Partis                   | Nuance                   | Premier tour | Premier tour | Second tour | Second tour |
| Candidats                | Candidats                 | Partis                   | Nuance                   | Voix         | %            | Voix        | %           |
| ------------------------ | ------------------------- | ------------------------ | ------------------------ | ------------ | ------------ | ----------- | ----------- |
|                          | Ghislain Descazeaux       | DVG                      | UG                       | 1 192        | 26,62        | 2 584       | 55,00       |
|                          | Liliane Morvan            | DVG                      | UG                       | 1 192        | 26,62        | 2 584       | 55,00       |
|                          | Laurence Pagès            | LR                       | LR                       | 1 105        | 24,68        | 2 114       | 45,00       |
|                          | Quentin Sucau             | LR                       | LR                       | 1 105        | 24,68        | 2 114       | 45,00       |
|                          | Sabine Mayre              | RN                       | RN                       | 974          | 21,76        |             |             |
|                          | Thierry Viallon           | RN                       | RN                       | 974          | 21,76        |             |             |
|                          | Pascale Pradel            | PS                       | UG                       | 653          | 14,59        |             |             |
|                          | Eric Raynier              | PS                       | UG                       | 653          | 14,59        |             |             |
|                          | Aline Lopez               | PCF                      | COM                      | 349          | 7,80         |             |             |
|                          | Rodolphe Portolès         | PCF                      | COM                      | 349          | 7,80         |             |             |
|                          | Caroline Bonéchéra-Vialar | UDI                      | UC                       | 204          | 4,56         |             |             |
|                          | Jean-Michel Olah          | MoDem                    | UC                       | 204          | 4,56         |             |             |
|                          |                           |                          |                          |              |              |             |             |
| Suffrages exprimés       | Suffrages exprimés        | Suffrages exprimés       | Suffrages exprimés       | 4 477        | 96,03        | 4 698       | 92,33       |
| Votes blancs             | Votes blancs              | Votes blancs             | Votes blancs             | 110          | 2,36         | 221         | 4,34        |
| Votes nuls               | Votes nuls                | Votes nuls               | Votes nuls               | 75           | 1,61         | 169         | 3,32        |
| Total                    | Total                     | Total                    | Total                    | 4 662        | 100          | 5 088       | 100         |
| Abstention               | Abstention                | Abstention               | Abstention               | 9 379        | 66,80        | 8 957       | 63,77       |
| Inscrits / participation | Inscrits / participation  | Inscrits / participation | Inscrits / participation | 14 041       | 33,20        | 14 045      | 36,23       |

### Canton de Montauban-2
| Candidats                | Candidats                 | Partis                   | Nuance                   | Premier tour | Premier tour | Second tour | Second tour |
| Candidats                | Candidats                 | Partis                   | Nuance                   | Voix         | %            | Voix        | %           |
| ------------------------ | ------------------------- | ------------------------ | ------------------------ | ------------ | ------------ | ----------- | ----------- |
|                          | Catherine Bourdoncle      | PS                       | UG                       | 1 169        | 25,54        | 3 213       | 68,07       |
|                          | José Gonzalez             | PRG                      | UG                       | 1 169        | 25,54        | 3 213       | 68,07       |
|                          | Magalie Floret-Miguet     | RN                       | RN                       | 924          | 20,19        | 1 507       | 31,93       |
|                          | Pierre Poma               | RN                       | RN                       | 924          | 20,19        | 1 507       | 31,93       |
|                          | Jean-François Garrigues   | LR                       | LR                       | 852          | 18,31        |             |             |
|                          | Véronique Lagarrigue      | LR                       | LR                       | 852          | 18,31        |             |             |
|                          | Yann Berthome             | G.s                      | UGE                      | 655          | 14,31        |             |             |
|                          | Sandrine Lagarde          | EÉLV                     | UGE                      | 655          | 14,31        |             |             |
|                          | Stéphanie Arakelian-Galan | LREM                     | REM                      | 424          | 9,26         |             |             |
|                          | Hervé Cayrou              | LREM                     | REM                      | 424          | 9,26         |             |             |
|                          | Jean-Paul Poitou          | PCF                      | COM                      | 294          | 6,42         |             |             |
|                          | Manuelita Vintar          | PCF                      | COM                      | 294          | 6,42         |             |             |
|                          | Jeanne Bouché             | DVC                      | DVC                      | 222          | 4,85         |             |             |
|                          | Charles Tapie             | DVC                      | DVC                      | 222          | 4,85         |             |             |
|                          | Liu Ceccoli               | UDI                      | DVC                      | 37           | 0,81         |             |             |
|                          | Patrick Lenfant           | UDI                      | DVC                      | 37           | 0,81         |             |             |
|                          |                           |                          |                          |              |              |             |             |
| Suffrages exprimés       | Suffrages exprimés        | Suffrages exprimés       | Suffrages exprimés       | 4 577        | 95,27        | 4 720       | 91,38       |
| Votes blancs             | Votes blancs              | Votes blancs             | Votes blancs             | 126          | 2,62         | 261         | 5,05        |
| Votes nuls               | Votes nuls                | Votes nuls               | Votes nuls               | 101          | 2,10         | 184         | 3,56        |
| Total                    | Total                     | Total                    | Total                    | 4 804        | 100          | 5 165       | 100         |
| Abstention               | Abstention                | Abstention               | Abstention               | 8 723        | 64,49        | 8 370       | 61,84       |
| Inscrits / participation | Inscrits / participation  | Inscrits / participation | Inscrits / participation | 13 527       | 35,51        | 13 535      | 38,16       |

### Canton de Montauban-3
| Candidats                | Candidats                | Partis                   | Nuance                   | Premier tour | Premier tour | Second tour | Second tour |
| Candidats                | Candidats                | Partis                   | Nuance                   | Voix         | %            | Voix        | %           |
| ------------------------ | ------------------------ | ------------------------ | ------------------------ | ------------ | ------------ | ----------- | ----------- |
|                          | Clarisse Heulland        | LR                       | LR                       | 1 354        | 29,66        | 2 582       | 56,60       |
|                          | Bernard Pécou            | LR                       | LR                       | 1 354        | 29,66        | 2 582       | 56,60       |
|                          | Isabelle Gaillard        | PS                       | UG                       | 1 020        | 22,34        | 1 980       | 43,40       |
|                          | Claude Mouchard          | PRG                      | UG                       | 1 020        | 22,34        | 1 980       | 43,40       |
|                          | Brigitte Poma            | RN                       | RN                       | 793          | 17,37        |             |             |
|                          | Pierre Verdier           | RN                       | RN                       | 793          | 17,37        |             |             |
|                          | Aurore Kothé             | UDI                      | DVC                      | 550          | 12,05        |             |             |
|                          | Jean-Lou Lévi            | UDI                      | DVC                      | 550          | 12,05        |             |             |
|                          | Jean-Luc Pastre          | PCF                      | COM                      | 483          | 10,58        |             |             |
|                          | Carole Sueres            | PCF                      | COM                      | 483          | 10,58        |             |             |
|                          | Sabrina Beringuier-Salhi | LREM                     | REM                      | 365          | 8,00         |             |             |
|                          | Jean-Jacques Boyer       | LREM                     | REM                      | 365          | 8,00         |             |             |
|                          |                          |                          |                          |              |              |             |             |
| Suffrages exprimés       | Suffrages exprimés       | Suffrages exprimés       | Suffrages exprimés       | 4 565        | 93,83        | 4 562       | 90,57       |
| Votes blancs             | Votes blancs             | Votes blancs             | Votes blancs             | 188          | 3,86         | 282         | 5,60        |
| Votes nuls               | Votes nuls               | Votes nuls               | Votes nuls               | 112          | 2,30         | 193         | 3,83        |
| Total                    | Total                    | Total                    | Total                    | 4 865        | 100          | 5 037       | 100         |
| Abstention               | Abstention               | Abstention               | Abstention               | 8 245        | 62,89        | 8 078       | 61,59       |
| Inscrits / participation | Inscrits / participation | Inscrits / participation | Inscrits / participation | 13 110       | 37,11        | 13 115      | 38,41       |

### Canton de Montech
| Candidats                | Candidats                | Partis                   | Nuance                   | Premier tour | Premier tour | Second tour | Second tour |
| Candidats                | Candidats                | Partis                   | Nuance                   | Voix         | %            | Voix        | %           |
| ------------------------ | ------------------------ | ------------------------ | ------------------------ | ------------ | ------------ | ----------- | ----------- |
|                          | Dominique Sardeing       | PS                       | UG                       | 2 448        | 44,74        | 3 630       | 65,39       |
|                          | Michel Weil              | PRG                      | UG                       | 2 448        | 44,74        | 3 630       | 65,39       |
|                          | Laurence Affolter        | RN                       | RN                       | 1 536        | 28,07        | 1 921       | 34,61       |
|                          | Philippe Lepeltier       | RN                       | RN                       | 1 536        | 28,07        | 1 921       | 34,61       |
|                          | Laurence Mathaly         | DVC                      | UC                       | 551          | 10,07        |             |             |
|                          | Serge Michel d'Hurel     | DVC                      | UC                       | 551          | 10,07        |             |             |
|                          | Thomas Druon             | PCF                      | COM                      | 521          | 9,52         |             |             |
|                          | Nathalie Dupont          | PCF                      | COM                      | 521          | 9,52         |             |             |
|                          | Véronique de Casnelnau   | DVD                      | DVD                      | 416          | 7,60         |             |             |
|                          | Éric Lagrange            | DVD                      | DVD                      | 416          | 7,60         |             |             |
|                          |                          |                          |                          |              |              |             |             |
| Suffrages exprimés       | Suffrages exprimés       | Suffrages exprimés       | Suffrages exprimés       | 5 472        | 94,61        | 5 551       | 93,69       |
| Votes blancs             | Votes blancs             | Votes blancs             | Votes blancs             | 206          | 3,56         | 236         | 3,98        |
| Votes nuls               | Votes nuls               | Votes nuls               | Votes nuls               | 106          | 1,83         | 138         | 2,33        |
| Total                    | Total                    | Total                    | Total                    | 5 784        | 100          | 5 925       | 100         |
| Abstention               | Abstention               | Abstention               | Abstention               | 9 763        | 62,80        | 9 622       | 61,89       |
| Inscrits / participation | Inscrits / participation | Inscrits / participation | Inscrits / participation | 15 547       | 37,20        | 15 547      | 38,11       |

### Canton du Pays de Serres Sud-Quercy
| Candidats                | Candidats                | Partis                   | Nuance                   | Premier tour | Premier tour | Second tour | Second tour |
| Candidats                | Candidats                | Partis                   | Nuance                   | Voix         | %            | Voix        | %           |
| ------------------------ | ------------------------ | ------------------------ | ------------------------ | ------------ | ------------ | ----------- | ----------- |
|                          | Mathieu Albugues         | LR                       | LR                       | 2 146        | 45,58        | 2 947       | 69,26       |
|                          | Sophie Delbreil          | LR                       | LR                       | 2 146        | 45,58        | 2 947       | 69,26       |
|                          | Pascal Aurientis         | DVC                      | DVD                      | 960          | 20,39        | 1 308       | 30,74       |
|                          | Colette Jalaise          | DVC                      | DVD                      | 960          | 20,39        | 1 308       | 30,74       |
|                          | Yann Font                | RN                       | RN                       | 829          | 17,61        |             |             |
|                          | Edwige Gay               | RN                       | RN                       | 829          | 17,61        |             |             |
|                          | Pascal Arakelian         | PCF                      | UG                       | 773          | 16,42        |             |             |
|                          | Catherine Philippe       | PCF                      | UG                       | 773          | 16,42        |             |             |
|                          |                          |                          |                          |              |              |             |             |
| Suffrages exprimés       | Suffrages exprimés       | Suffrages exprimés       | Suffrages exprimés       | 4 708        | 96,81        | 4 255       | 88,96       |
| Votes blancs             | Votes blancs             | Votes blancs             | Votes blancs             | 94           | 1,93         | 355         | 7,42        |
| Votes nuls               | Votes nuls               | Votes nuls               | Votes nuls               | 61           | 1,25         | 173         | 3,62        |
| Total                    | Total                    | Total                    | Total                    | 4 863        | 100          | 4 783       | 100         |
| Abstention               | Abstention               | Abstention               | Abstention               | 4 898        | 50,18        | 4 978       | 51,00       |
| Inscrits / participation | Inscrits / participation | Inscrits / participation | Inscrits / participation | 9 761        | 49,82        | 9 761       | 49,00       |

### Canton de Quercy-Aveyron
| Candidats                | Candidats                | Partis                   | Nuance                   | Premier tour | Premier tour | Second tour | Second tour |
| Candidats                | Candidats                | Partis                   | Nuance                   | Voix         | %            | Voix        | %           |
| ------------------------ | ------------------------ | ------------------------ | ------------------------ | ------------ | ------------ | ----------- | ----------- |
|                          | Jean-Claude Bertelli     | DVC                      | DVD                      | 1 508        | 34,20        | 2 868       | 67,32       |
|                          | Elisabeth Castagne       | DVD                      | DVD                      | 1 508        | 34,20        | 2 868       | 67,32       |
|                          | Frédéric Cases           | RN                       | RN                       | 1 034        | 23,45        | 1 392       | 32,68       |
|                          | Nathalie Laplagne        | RN                       | RN                       | 1 034        | 23,45        | 1 392       | 32,68       |
|                          | Michel Lamolinairie      | LR                       | DVD                      | 1 026        | 23,27        |             |             |
|                          | Pascale Vérines          | LR                       | DVD                      | 1 026        | 23,27        |             |             |
|                          | Louis Chevilley          | PS                       | UG                       | 841          | 19,07        |             |             |
|                          | Magali Llop              | PS                       | UG                       | 841          | 19,07        |             |             |
|                          |                          |                          |                          |              |              |             |             |
| Suffrages exprimés       | Suffrages exprimés       | Suffrages exprimés       | Suffrages exprimés       | 4 409        | 95,12        | 4 260       | 89,46       |
| Votes blancs             | Votes blancs             | Votes blancs             | Votes blancs             | 139          | 3,00         | 322         | 6,76        |
| Votes nuls               | Votes nuls               | Votes nuls               | Votes nuls               | 87           | 1,88         | 180         | 3,78        |
| Total                    | Total                    | Total                    | Total                    | 4 635        | 100          | 4 792       | 100         |
| Abstention               | Abstention               | Abstention               | Abstention               | 7 066        | 60,39        | 6 938       | 59,30       |
| Inscrits / participation | Inscrits / participation | Inscrits / participation | Inscrits / participation | 11 701       | 39,61        | 11 700      | 40,70       |

### Canton de Quercy-Rouergue
| Candidats                | Candidats                | Partis                   | Nuance                   | Premier tour | Premier tour | Second tour | Second tour |
| Candidats                | Candidats                | Partis                   | Nuance                   | Voix         | %            | Voix        | %           |
| ------------------------ | ------------------------ | ------------------------ | ------------------------ | ------------ | ------------ | ----------- | ----------- |
|                          | Emmanuel Cros            | DVG                      | DVG                      | 1 298        | 27,48        | 2 635       | 55,94       |
|                          | Nadine Sinopoli          | DVG                      | DVG                      | 1 298        | 27,48        | 2 635       | 55,94       |
|                          | Alain Iches              | DVD                      | DVD                      | 1 069        | 22,63        | 2 075       | 44,06       |
|                          | Chantal Musard           | DVD                      | DVD                      | 1 069        | 22,63        | 2 075       | 44,06       |
|                          | Monique Ferrero          | LR                       | LR                       | 888          | 18,80        |             |             |
|                          | René Roux                | LR                       | LR                       | 888          | 18,80        |             |             |
|                          | Paule Guelaff            | RN                       | RN                       | 792          | 16,77        |             |             |
|                          | Yves Sicard              | RN                       | RN                       | 792          | 16,77        |             |             |
|                          | Alain Emeriau            | LFI                      | FI                       | 394          | 8,34         |             |             |
|                          | Christelle Leduc         | LFI                      | FI                       | 394          | 8,34         |             |             |
|                          | Jan-Marc Daguenet        | PCF                      | COM                      | 282          | 5,97         |             |             |
|                          | Constance Renard         | PCF                      | COM                      | 282          | 5,97         |             |             |
|                          |                          |                          |                          |              |              |             |             |
| Suffrages exprimés       | Suffrages exprimés       | Suffrages exprimés       | Suffrages exprimés       | 4 723        | 95,24        | 4 710       | 90,56       |
| Votes blancs             | Votes blancs             | Votes blancs             | Votes blancs             | 155          | 3,13         | 313         | 6,02        |
| Votes nuls               | Votes nuls               | Votes nuls               | Votes nuls               | 81           | 1,63         | 178         | 3,42        |
| Total                    | Total                    | Total                    | Total                    | 4 959        | 100          | 5 201       | 100         |
| Abstention               | Abstention               | Abstention               | Abstention               | 5 765        | 53,76        | 5 623       | 51,95       |
| Inscrits / participation | Inscrits / participation | Inscrits / participation | Inscrits / participation | 10 724       | 46,24        | 10 824      | 48,05       |

### Canton de Tarn-Tescou-Quercy vert
| Candidats                | Candidats                  | Partis                   | Nuance                   | Premier tour | Premier tour | Second tour | Second tour |
| Candidats                | Candidats                  | Partis                   | Nuance                   | Voix         | %            | Voix        | %           |
| ------------------------ | -------------------------- | ------------------------ | ------------------------ | ------------ | ------------ | ----------- | ----------- |
|                          | Jérôme Beq                 | DVC                      | UCD                      | 2 548        | 46,78        | 3 306       | 65,18       |
|                          | Patricia Ducassé           | DVC                      | UCD                      | 2 548        | 46,78        | 3 306       | 65,18       |
|                          | Géraldine Quereilhac-Fasan | LR                       | DVD                      | 1 181        | 21,68        | 1 766       | 34,82       |
|                          | Claude Vigouroux           | LR                       | DVD                      | 1 181        | 21,68        | 1 766       | 34,82       |
|                          | Jean-Philippe Lacaille     | RN                       | RN                       | 1 178        | 21,63        |             |             |
|                          | Odile Médard               | RN                       | RN                       | 1 178        | 21,63        |             |             |
|                          | Annie Goliès               | LFI                      | FI                       | 540          | 9,91         |             |             |
|                          | David Pellicer             | LFI                      | FI                       | 540          | 9,91         |             |             |
|                          |                            |                          |                          |              |              |             |             |
| Suffrages exprimés       | Suffrages exprimés         | Suffrages exprimés       | Suffrages exprimés       | 5 447        | 94,22        | 5 072       | 88,59       |
| Votes blancs             | Votes blancs               | Votes blancs             | Votes blancs             | 201          | 3,48         | 449         | 7,84        |
| Votes nuls               | Votes nuls                 | Votes nuls               | Votes nuls               | 133          | 2,30         | 204         | 3,56        |
| Total                    | Total                      | Total                    | Total                    | 5 781        | 100          | 5 725       | 100         |
| Abstention               | Abstention                 | Abstention               | Abstention               | 8 883        | 60,58        | 8 944       | 60,97       |
| Inscrits / participation | Inscrits / participation   | Inscrits / participation | Inscrits / participation | 14 664       | 39,42        | 14 669      | 39,03       |

### Canton de Valence
| Candidats                | Candidats                | Partis                   | Nuance                   | Premier tour | Premier tour | Second tour | Second tour |
| Candidats                | Candidats                | Partis                   | Nuance                   | Voix         | %            | Voix        | %           |
| ------------------------ | ------------------------ | ------------------------ | ------------------------ | ------------ | ------------ | ----------- | ----------- |
|                          | Jean-Michel Baylet       | PRG                      | RDG                      | 2 296        | 53,77        | 2 663       | 62,42       |
|                          | Christiane Le Corre      | PRG                      | RDG                      | 2 296        | 53,77        | 2 663       | 62,42       |
|                          | Josiane Furlan           | RN                       | UD                       | 1 104        | 25,85        | 1 603       | 37,58       |
|                          | Patrick Large            | RN                       | UD                       | 1 104        | 25,85        | 1 603       | 37,58       |
|                          | Corinne Dubois           | LREM                     | DVD                      | 870          | 20,37        |             |             |
|                          | Patrick Grignon          | DVD                      | DVD                      | 870          | 20,37        |             |             |
|                          |                          |                          |                          |              |              |             |             |
| Suffrages exprimés       | Suffrages exprimés       | Suffrages exprimés       | Suffrages exprimés       | 4 270        | 94,43        | 4 266       | 92,28       |
| Votes blancs             | Votes blancs             | Votes blancs             | Votes blancs             | 145          | 3,21         | 222         | 4,80        |
| Votes nuls               | Votes nuls               | Votes nuls               | Votes nuls               | 107          | 2,37         | 135         | 2,92        |
| Total                    | Total                    | Total                    | Total                    | 4 522        | 100          | 4 623       | 100         |
| Abstention               | Abstention               | Abstention               | Abstention               | 4 745        | 51,20        | 4 647       | 50,13       |
| Inscrits / participation | Inscrits / participation | Inscrits / participation | Inscrits / participation | 9 267        | 48,80        | 9 270       | 49,87       |

### Canton de Verdun-sur-Garonne
| Candidats                | Candidats                | Partis                   | Nuance                   | Premier tour | Premier tour | Second tour | Second tour |
| Candidats                | Candidats                | Partis                   | Nuance                   | Voix         | %            | Voix        | %           |
| ------------------------ | ------------------------ | ------------------------ | ------------------------ | ------------ | ------------ | ----------- | ----------- |
|                          | Alain Belloc             | PRG                      | RDG                      | 2 366        | 44,98        | 3 754       | 72,78       |
|                          | Marie-Claude Nègre       | PRG                      | RDG                      | 2 366        | 44,98        | 3 754       | 72,78       |
|                          | Laurence Dejean          | RN                       | RN                       | 1 113        | 21,16        | 1 404       | 27,22       |
|                          | Luc Portes               | RN                       | RN                       | 1 113        | 21,16        | 1 404       | 27,22       |
|                          | Jean-Marc Raspide        | DVC                      | DIV                      | 1 054        | 20,04        |             |             |
|                          | Karine Vignau            | DVC                      | DIV                      | 1 054        | 20,04        |             |             |
|                          | Cécile Fondere           | PCF                      | UGE                      | 727          | 13,82        |             |             |
|                          | Philippe Sabatier        | GE                       | UGE                      | 727          | 13,82        |             |             |
|                          |                          |                          |                          |              |              |             |             |
| Suffrages exprimés       | Suffrages exprimés       | Suffrages exprimés       | Suffrages exprimés       | 5 260        | 96,41        | 5 158       | 93,43       |
| Votes blancs             | Votes blancs             | Votes blancs             | Votes blancs             | 126          | 2,31         | 214         | 3,88        |
| Votes nuls               | Votes nuls               | Votes nuls               | Votes nuls               | 70           | 1,28         | 149         | 2,70        |
| Total                    | Total                    | Total                    | Total                    | 5 456        | 100          | 5 521       | 100         |
| Abstention               | Abstention               | Abstention               | Abstention               | 9 207        | 62,79        | 9 145       | 62,36       |
| Inscrits / participation | Inscrits / participation | Inscrits / participation | Inscrits / participation | 14 663       | 37,21        | 14 666      | 37,64       |

## Conséquences
Au soir du second tour, la gauche (PRG-PS-DVG) remporte une majorité de sièges avec 8 binômes en tête soit 16 élus. Le centre remporte 4 cantons soit 8 élus, Les Républicains 2 cantons soit 4 élus et le Rassemblement national 1 canton soit 2 élus.

### Élection du président du Conseil départemental
L'élection du président du Conseil départemental a lieu le 1er juillet 2021 lors de la séance d'installation de la mandature 2021-2028.

#### Renoncement de Jean-Michel Baylet
Un jour avant l'élection à la présidence, Jean-Michel Baylet renonce à la présidence en déclarant avoir fait « le choix de terminer ma vie publique là où je l’ai commencée, à la Mairie de Valence d’Agen et à la présidence de la communauté de communes des Deux Rives ». Selon des sources locales, son renoncement viendrait plutôt du Parti socialiste qui refuserait de lui donner ses voix. L'enquête en cours à la suite d'accusations de viols et d'agressions sexuelles sur mineur pourrait avoir pesé sur le choix de ses alliés PS et divers gauche,.

#### Candidats à la présidence
Comme lors des précédentes élections, le Tarn-et-Garonne est un des rares départements à ne pas avoir de majorité claire au soir des élections bien que les élus de gauche soient majoritaires en nombre de sièges. Aucun candidat à la présidence ne s'est déclaré avant la séance d'installation du 1er juillet.
- 1er tour :
  - Mathieu Albugues (LR) : conseiller départemental du canton du Pays de Serres Sud-Quercy depuis 2015.
  - Michel Weill (PRG) : conseiller départemental du canton de Montech depuis 2015. Candidat soutenu par l'ancien président Jean-Michel Baylet.
  - Jean-Philippe Bésiers (DVC) : conseiller départemental du canton de Castelsarrasin depuis 2011. Candidat de la majorité sortante.
  - Ghislain Descazeaux (DVG, ex-PS) : conseiller départemental du canton de Montauban-1 depuis 2015.

#### Résultats
| Candidat | Candidat              | Parti  | Voix     |
| Candidat | Candidat              | Parti  | 1er tour |
| -------- | --------------------- | ------ | -------- |
|          | Michel Weill          | PRG    | 16       |
|          | Jean-Philippe Bésiers | DVC    | 6        |
|          | Mathieu Albugues      | LR     | 4        |
|          | Ghislain Descazeaux   | DVG    | 2        |
|          |                       |        |          |
| Blancs   | Blancs                | Blancs | 1        |
| Nuls     | Nuls                  | Nuls   | 1        |
| Total    | Total                 | Total  | 30       |

Michel Weill est élu président du Conseil départemental du Tarn-et-Garonne avec 16 voix soit la majorité absolue.
| Michel Weill | Jean-Philippe Bésiers | Mathieu Albugues                                                         | Ghislain Descazeaux                    | Blancs et nuls               |
| --- | --- | ------------------------------------------------------------------------ | -------------------------------------- | ---------------------------- |
| - Valérie Rabault - Cédric Vaissieres - Anne Ius - Jean-Luc Deprince - Catherine Bourdoncle - José Gonzales - Dominique Sardeing-Rodriguez - Michel Weill - Emmanuel Cros - Nadine Sinopoli - Jérôme Beq - Patricia Ducasse - Jean-Michel Baylet - Christiane Le Corre - Marie-Claude Nègre - Alain Belloc | - Jean-Philippe Bésiers - Véronique Colombié - Christian Astruc - Marie-José Mauriège - Jean-Claude Bertelli - Elisabeth Castagne | - Clarisse Heulland - Bernard Pécou - Mathieu Albugues - Sophie Delbreil | - Ghislain Descazeaux - Liliane Morvan | - Any Delcher - Romain Lopez |

### Élection de la commission permanente
La commission permanente est l'organe exécutif du Conseil départemental. Le président en est automatiquement membre et les vice-présidents en sont issus. Ses membres sont élus sur des listes à la proportionnelle.
| Liste  | Liste                 | Parti     | Voix | Sièges |
| ------ | --------------------- | --------- | ---- | ------ |
|        | Marie-Claude Nègre    | PRG-PS-LR | 20   | 13     |
|        | Jean-Philippe Bésiers | DVC       | 6    | 2      |
|        | Romain Lopez          | RN        | 2    | 1      |
|        | Ghislain Descazeaux   | DVG       | 2    | 1      |
|        |                       |           |      |        |
| Blancs | Blancs                | Blancs    | 0    |        |
| Nuls   | Nuls                  | Nuls      | 0    |        |
| Total  | Total                 | Total     | 30   | 17+1   |

| Marie-Claude Nègre | Jean-Philippe Bésiers | Romain Lopez                 | Ghislain Descazeaux                    |
| --- | --- | ---------------------------- | -------------------------------------- |
| - Valérie Rabault - Cédric Vaissieres - Anne Ius - Jean-Luc Deprince - Catherine Bourdoncle - José Gonzales - Dominique Sardeing-Rodriguez - Michel Weill - Emmanuel Cros - Nadine Sinopoli - Jérôme Beq - Patricia Ducasse - Jean-Michel Baylet - Christiane Le Corre - Marie-Claude Nègre - Alain Belloc - Clarisse Heulland - Bernard Pécou - Mathieu Albugues - Sophie Delbreil | - Jean-Philippe Bésiers - Véronique Colombié - Christian Astruc - Marie-José Mauriège - Jean-Claude Bertelli - Elisabeth Castagne | - Any Delcher - Romain Lopez | - Ghislain Descazeaux - Liliane Morvan |

## Galerie d'illustrations

Composition de la mandature sortante.
Groupes politiques sortants.
Partis politiques sortants.
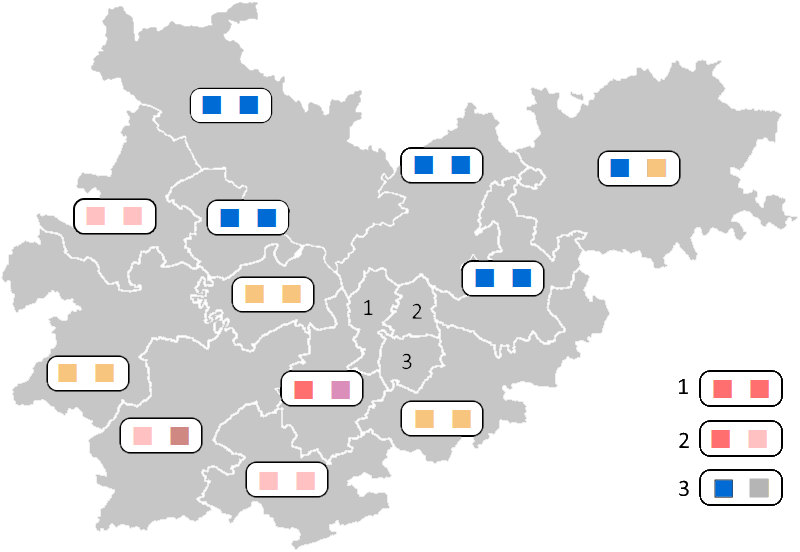
Parti des conseillers sortants par cantons.

Résultats des élections de 2021.
Partis politiques élus.
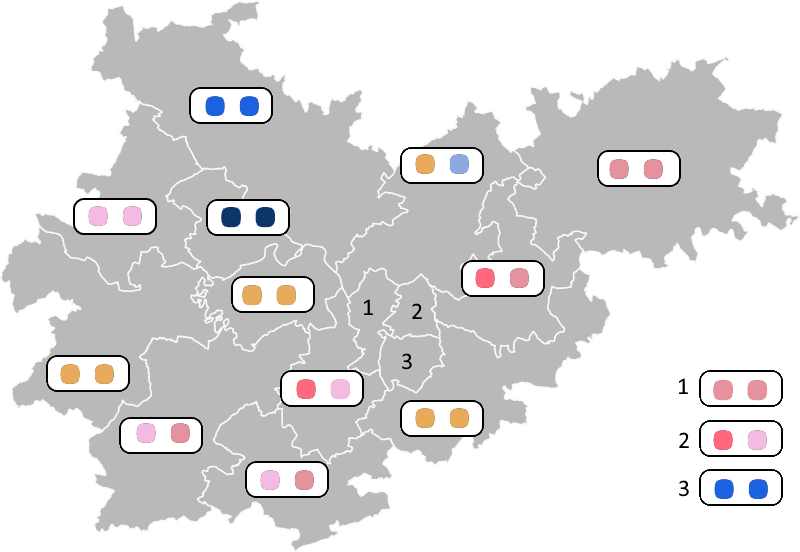
Parti des élus par cantons.
Résultats par canton par nuance.